# Burkhard Strümpel
Burkhard Strümpel (* 1. Juni 1935 in Frankfurt (Oder); † 12. Juli 1990 in Berlin) war ein deutscher Wirtschaftswissenschaftler und Professor für Betriebswirtschaftslehre am Institut für empirische Markt- und Sozialforschung an der Freien Universität Berlin.

## Biografie
Nach dem Abitur 1952, einer Tätigkeit in der Industrie und dem Studium der Betriebswirtschaftslehre an der Universität zu Köln war er zunächst wissenschaftlich als Assistent von Günter Schmölders tätig. Danach wechselte er an die University of Michigan, Ann Arbor. Dort arbeitet er im „Economic Behavior Program“ am Institute for Social Research unter der Direktion von George Katona. 1962 kehrte er nach Köln an die von Günter Schmölders geleitete Forschungsstelle für empirische Sozioökonomik zurück, promovierte und habilitierte (1967) in dieser Zeit an der Universität zu Köln. Während dieser Zeit besuchte er in den Jahren 1964–65 das Center for International Studies des Massachusetts Institute of Technology (MIT) und das Center for Studies in Education and Development der Harvard University.

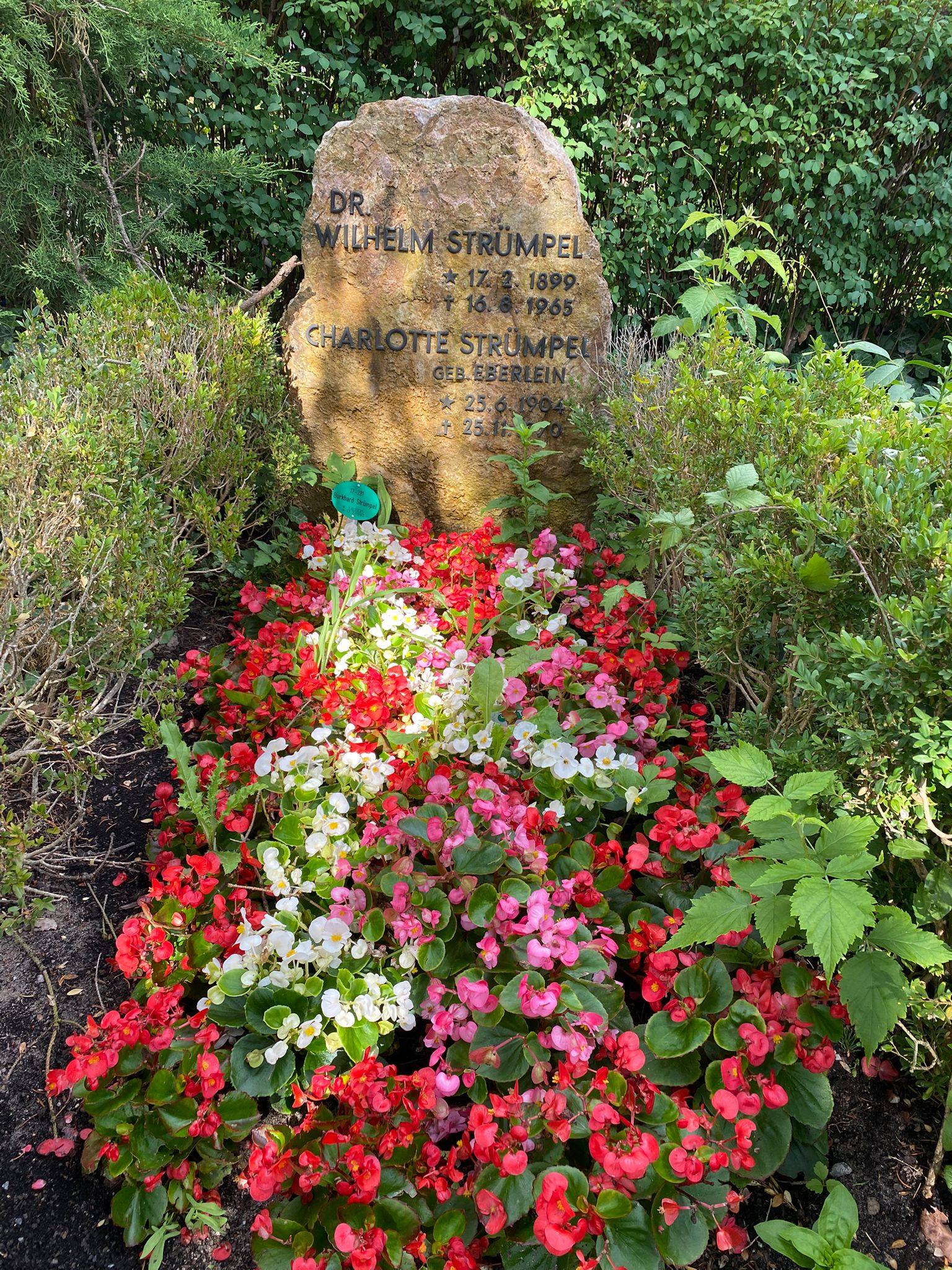
Grabstätte auf dem Parkfriedhof Lichterfelde

1968 wurde Burkhard Strümpel Associate Professor an der University of Michigan. Dort wurde er zum Direktor des „Economic Behavior Program“ ernannt und wirkte dann von 1971 bis 1976 als Full Professor. 1976 kehrte er nach Deutschland zurück und wurde Fellow am Wissenschaftszentrum Berlin für Sozialforschung (WZB). 1977 wurde Strümpel auf einen Lehrstuhl an der Freien Universität Berlin berufen.
Burkhard Strümpel war Mitglied verschiedener wissenschaftlicher und nicht-wissenschaftlicher Institutionen. In den USA war er Mitglied der American Academy of Sciences, des National Research Council und des Committee on Mineral Resources and the Environment. In Deutschland war er u. a. Mitglied im Kuratorium der Stiftung Warentest.
Beigesetzt wurde Burkhard Strümpel auf dem Parkfriedhof Lichterfelde (Feld 17-281). Sein Name steht nicht auf dem Grabstein.

## Wirkung
Seine Forschungsschwerpunkte lagen insbesondere auf den Gebieten der empirischen Markt-, Sozial- und Wirtschaftsforschung. Thematisch sind eine Vielzahl von Arbeiten zu den Themenbereichen Indikatoren subjektiver Wohlfahrt, Werte-Wandel und Wandel der Arbeit sowie zur Umweltökonomie entstanden.

## Schriften (Auswahl)
- Wirtschaftliche Entwicklung als menschliches Verhalten. Duncker & Humblot, Berlin, 1964.
- Steuersystem und wirtschaftliche Entwicklung: Funktion und Technik der Personalbesteuerung im sozioökonomischen Wandel. Mohr (P. Siebeck), Tübingen, 1968.
- (mit G. Katona and E. Zahn.) Aspirations and affluence. Comparative studies in the United States and Western Europe. McGraw-Hill, New York, 1971.
- (Als Herausgeber), Subjective elements of well-being. Organisation for Economic Cooperation and Development (OECD), 1974.
- Das Model1 einer humanen Wirtschaft. Kohlhammer, Stuttgart, 1977.
- (mit G. Katona) A new economic era. Elsevier, New York, 1978.
- (mit C. Graf Hoyos, W. Kroeber-Riel und L. von Rosenstiel (Hrsg.)) Grundbegriffe der Wirtschaftspychologie: Gesamtwirtschaft, Markt, Organisation. Kösel, München, 1980.
- (mit M. Bolle (Hrsg.)) Analytische und empirische Aspekte der Arbeitszeitgestaltung auf betrieblicher und überbetrieblicher Ebene. Minerva, München, 1982.
- (mit H. C. Binswanger) Arbeit ohne Umweltzerstörung. Strategien einer neuen Wirtschaftspolitik. Fischer Verlag, Frankfurt am Main, 1988.
- (mit E. Noelle-Neumann) Macht Arbeit krank – Macht Arbeit glücklich? Piper, München, 1984.
- (mit M. Dierkes (Hrsg.)) Wenig Arbeit, aber vie1 zu tun. Neue Wege der Arbeitsmarktpolitik. Westdeutscher Verlag, Opladen, 1985.
- (mit D. Yankelovich, H. Zetterberg und M. Shanks) The world at work. Octagon Books, New York, 1985.
- (With H. Bielenski.) Eingeschränkte Erwerbsarbeit bei Frauen und Männern. Edition sigma, Berlin 1988.

## Sekundärliteratur
- Raaij, W. Fred van (1991): The life and work of Burkhard Strümpel. In: Journal of Economic Psychology, 12 (1):13–26. doi:10.1016/0167-4870(91)90041-Q

| Personendaten    | Personendaten                   |
| ---------------- | ------------------------------- |
| NAME             | Strümpel, Burkhard              |
| KURZBESCHREIBUNG | deutscher Betriebswirtschaftler |
| GEBURTSDATUM     | 1. Juni 1935                    |
| GEBURTSORT       | Frankfurt (Oder)                |
| STERBEDATUM      | 12. Juli 1990                   |
| STERBEORT        | Berlin                          |